# اوریک آفریکیان
اوریک گغامی آفریکیان (ارمنی: էվրիկ Գեղամի Աֆրիկյան؛  زادهٔ ۱۴ مهٔ ۱۹۲۵ - درگذشته ۱۹ ژوئیهٔ ۲۰۱۶) میکروب‌شناس، استاد و آکادمیسین اهل ارمنستان بود.

## زندگی‌نامه
وی در ۱۴ مهٔ ۱۹۲۵ در ایروان به دنیا آمد و از دانشگاه پزشکی دولتی ایروان (۱۹۴۷) فارغ‌التحصیل گشت. وی عضو فرهنگستان ملی علوم ارمنستان بود. همچنین برندهٔ جوایزی همچون نشان آنانیا شیراکاتسی ()، دانشمند شایسته جمهوری ارمنستان، نشان برجسته افتخار، مدال دفاع از قفقاز و مدال به خاطر پیروزی مقابل آلمان در جنگ بزرگ میهنی (۱۹۴۵–۱۹۴۱) شده است. وی در ۱۹ ژوئیهٔ ۲۰۱۶ در سن ۹۱ سالگی درگذشت.

## یادداشت
1. ↑  կենսաբանական գիտությունների դոկտոր
2. ↑  Հայաստանի Հանրապետության գիտության վաստակավոր գործիչ